# Georges Juillard-Hartmann
Georges Juillard-Hartmann, né Georges Juillard le 17 mai 1845 à Strasbourg (Bas-Rhin) et mort le 14 juillet 1936, à Paris, est un industriel cotonnier français, un dirigeant d'organisations patronales, un philanthrope, et un élu local, maire d'Épinal (Vosges) à la fin du XIXe siècle.

## Biographie

### Milieu social
Victor Georges Louis Juillard est le fils de George-Frédéric Juillard et de Florence Megnin. Né à Strasbourg dans une famille protestante, il suit des parents dans les Vosges après la guerre franco-allemande de 1870 qui voit en 1871 l'annexion de l'Alsace par l'Allemagne à la suite du traité de Francfort. Sa famille développe une société de négoce qui se transforme en entreprise textile, la société Juillard et Megnin, qui fonde des tissages de coton dans la vallée de la Moselle. 
Bachelier ès-lettres, il est diplômé de l'école de tissage de Mulhouse.
Il épouse en 1870 Laure Hartmann, fille d'un industriel cotonnier, Jean-Michel Hartmann (1824-1888), originaire de Mulhouse et optant, conseiller municipal d'Épinal (1874-1881). Son épouse meurt en 1920.

### Négociant et industriel
Il est l'un des associés de Juillard et Megnin, société en nom collectif formée en juin 1870 à Mulhouse, avec son père Georges, négociant, son beau-père Georges Megnin, négociant, et son frère cadet Henri (1846-1930). C'est alors une société de négoce de fils de coton. Le capital est de 700 000 francs, apportés par Georges Juillard père (250 000 francs), Georges Megnin (250 000 francs), Georges Juillard (150 000 francs) et Henri Juillard (50 000 francs). Son père meurt en 1887. Les trois associés survivants modifient les statuts en 1893. L'objet social de l'entreprise est l'achat et la vente de tissus de coton et de filés de coton ainsi que l'exploitation d'usines acquises par la firme. Le capital s'élève en 1893 à 1,5 million de francs : 725 000 francs d'apports de Georges Megnin, 625 000 francs de Georges Juillard-Hartmann et 150 000 francs d'Henri Juillard-Weiss. Ce dernier se retire cette année-là, ce qui diminue le capital social de l'entreprise. Le siège social de l'entreprise est aussi transféré de Mulhouse à Épinal. La société fait fonctionner 1200 métiers à tisser en 1904 dans plusieurs usines. Les deux associés restants s'adjoignent en 1903 leurs fils, Charles-Frédéric-Emmanuel Megnin et André Juillard qui apportent chacun 50 000 francs. Il fonde en 1910 avec son fils André la société en nom collectif Juillard et fils, au capital d'un million de francs. Il apporte notamment un tissage à Ramonchamp (248 métiers) et un autre au Tholy (214 métiers).
Il préside aussi le conseil d'administration de la Blanchisserie et teinturerie de Thaon (BTT), dirigée par Armand Lederlin puis Paul Lederlin, de la Société d'impression des Vosges et de Normandie, fondée en 1912 et liée à la BTT,, des établissements Kampmann (fabrication de chapeaux de paille), constitués en société anonyme en 1903, et des filatures de Thaon et des filatures et tissages de Nomexy (1917), contrôlés par Marcel Boussac. Il est également administrateur de la Banque de France d'Épinal.

### Dirigeant d'organisations patronales
Il succède au sénateur Nicolas Claude à la tête du Syndicat cotonnier de l'Est, qu'il préside longtemps, de 1888 à 1932. À ce titre, il est vice-président de l'Union des syndicats patronaux des industries textiles de France (ou Union des industries textiles) et il est le fondateur en 1905 de l'École de filature et de tissage de l'Est (ESFTE). Il préside aussi le conseil d'administration de la Société d'exportation de l'Est. Cette société, qu'il a cofondée en 1896 avec deux autres industriels, Ferdinand René Laederich et Victor Peters, est chargée de « la vente et de l’exportation vers la France et ses colonies des produits de l’industrie cotonnière de l’Est ». En tant que président du Syndicat cotonnier, il fonde durant la Première Guerre mondiale, en 1915, et préside une société anonyme appelée le Groupement Charbonnier Vosgien (GCV, appelé aussi Groupement Industriel Vosgien, ou GIV), afin de mutualiser les coûts d’achat, de transport et d’assurance du charbon. Pour cela, le GCV a passé un contrat avec la Société d’importation du Nord et de l’Est pour l’assurance, l’achat et le transport du charbon. Il préside aussi le conseil d'administration de la Caisse régionale de l'Est, caisse de capitalisation couvrant les risques de vieillesse et d'invalidité, constituée en 1931 et qui prend la suite de la Caisse départementale des Vosges et des départements limitrophes.
Il est aussi vice-président de l'Association cotonnière coloniale et membre du comité de l’Association de l'industrie et de l'agriculture françaises (AIAF). Il préside en outre le conseil d'administration de l'Association industrielle de l'Est. 
En 1913, il remplace le président de l'Union des industries textiles à l'occasion du banquet donné pour les assises nationales de ce groupement patronal et tient un discours libéral, critiquant l'impôt sur le revenu, dont la mise en place est alors en discussion, « l'inquisition fiscale », les lois sociales « arbitraires » et trop coercitives sur les retraites ouvrières ou sur la durée du travail et demandant à l'État qu'il n'accable pas le monde industriel et commercial.
Membre de la Chambre de commerce d'Épinal à partir de 1906, il en est le vice-président de 1908 à 1919.

### Engagements civiques et politiques
Républicain, il s'intéresse à l'école publique et à la laïcité en animant dans les années 1880 le cercle spinalien de la Ligue de l'enseignement qui défend la laïcité et les principes démocratiques. Il est son trésorier. Ce protestant fait alors partie des patrons vosgiens engagés dans le camp républicain laïc, de gauche, opposé à la droite catholique. Le cercle spinalien de la ligue a fondé une école pour les jeunes filles. Devenu maire, Juillard-Hartmann a proposé et obtenu en 1899 qu'elle devienne une école primaire supérieure, municipale. Il administre cette école et l'école normale des filles.
Il est élu conseiller municipal d'Épinal en 1888, sur une liste républicaine, adjoint au maire en 1889 et maire de la préfecture des Vosges, de 1892 à 1900. Il décide en 1900 de ne pas se représenter. Sa décision s'explique par le contexte de l'affaire Dreyfus et par la division des républicains dans les Vosges, les progressistes, menés notamment par Jules Méline, refusant de rallier le camp dreyfusard. Dans une déclaration, il déplore le « dissentiment » entre les républicains et affirme n'« être plus d'accord avec nos représentants au Parlement ni avec leur principal organe local », en l'occurrence Le Mémorial des Vosges, prenant donc implicitement parti pour le camp dreyfusard. 
Il signe une pétition nationale de notables en faveur de la représentation proportionnelle en 1910. 
Président du conseil d'administration de la BTT, il soutient Paul Lederlin, administrateur-directeur de cette société qui pour accompagner sa carrière politique naissante fonde un quotidien en 1921 à Épinal, L'Express de l'Est : il est administrateur de la société possédant ce journal aux côtés de Lederlin et d'autres industriels et/ou hommes politiques de centre-gauche. 
Il est nommé en 1919, pour 4 ans, inspecteur départemental de l'enseignement technique.

### Philanthrope
Il préside le comité de patronage des habitations à bon marché et de la prévoyance sociale à partir de 1903, une société d'habitations à bon marché, l'Office public d'habitations à bon marché des Vosges. Il préside le conseil d'administration de la Société anonyme vosgienne d'Habitations à bon marché, fondée en mai 1914 par la BTT qu'il préside. Cette société d'H.B.M. possède à l'origine, à Thaon-les-Vosges, un parc immobilier constitué de 30 maisons à deux logements, de quatre maisons à trois logements et d'une à logement unique.
Il préside aussi la Caisse de retraites ouvrières et paysannes des Vosges, la Banque populaire des Vosges, qu'il a fondée, la Fédération vosgienne des sociétés d’hygiène sociale et de préservation antituberculeuse, fondée en septembre 1921 et reconnue d’utilité publique en avril 1923 ; elle fédère des sociétés d’hygiène sociale installées dans les chefs-lieux d’arrondissement des Vosges. Il préside celle d'Épinal,. 
Pour honorer la mémoire de son fils Georges, ancien officier d'artillerie, mort de maladie en 1904, il offre de l'argent à plusieurs œuvres charitables.

## Décorations
- Commandeur de la Légion d'honneur en 1927

## Publications
- Georges Juillard-Hartmann, Iconographie des champignons supérieurs, Juillard § fils, 1919, 5 volumes.